# Encounter Bay (vik)
Encounter Bay är en vik i Australien. Den ligger i delstaten South Australia, omkring 77 kilometer söder om delstatshuvudstaden Adelaide.